# Santa Ana (Francisco Morazán)
Santa Ana (uit het Spaans: "Sint-Anna") is een gemeente (gemeentecode 0822) in het departement Francisco Morazán in Honduras.
Het dorp wordt ook Santa Ana de Hule genoemd. Hule is in het Nahuatl het woord voor rubber, dat veel in de streek voorkomt.
Het dorp ligt ten westen van een berg die ook Hule heet. Het ligt ten noorden van Sabanagrande, op 24 km van Tegucigalpa.

## Bevolking
De bevolking is als volgt verdeeld:
| Vrouwen | 8420 | 50,5% |
| Mannen  | 8241 | 49,5% |

## Dorpen
De gemeente bestaat uit zes dorpen (aldea), waarvan het grootste qua inwoneraantal: La Bodega (code 082204).